# Skørping
Skørping ist ein Ort im Norden der dänischen Halbinsel Jütland. Er gehört zur Gemeinde Rebild in der Region Nordjylland und zählt 2835 Einwohner (1. Januar 2009). Skørping liegt im Norden des Rold Skov, des zweitgrößten zusammenhängenden Waldgebiets Dänemarks.

## Entwicklung der Einwohnerzahl
| Jahr             | Einwohner |
| ---------------- | --------- |
| 9. November 1970 | 1677      |
| 1. Januar 1976   | 1972      |
| 1. Januar 1981   | 2016      |
| 1. Januar 1986   | 2015      |
| 1. Januar 1990   | 2051      |
| 1. Januar 1996   | 2098      |
| 1. Januar 2000   | 2338      |
| 1. Januar 2004   | 2610      |
| 1. Januar 2008   | 2785      |
| 1. Januar 2009   | 2835      |

## Verwaltungszugehörigkeit
- bis 31. März 1970: Landgemeinde Skørping, Ålborg Amt
- 1. April 1970 bis 31. Dezember 2006: Skørping Kommune, Nordjyllands Amt
- seit 1. Januar 2007: Rebild Kommune, Region Nordjylland

## Persönlichkeiten
- Laurids Nørgaard Bregendahl (1811–1872), dänischer Politiker
- Theo Sander (* 2005), dänisch-französischer Fußballspieler
- Bo Svensson (* 1979), dänischer Fußballspieler und Trainer

## Verkehr
- Eisenbahn: Der Bahnhof von Skørping an der Bahnstrecke Randers–Aalborg wird von den Zügen der Aalborg Nærbane bedient.

## Sehenswürdigkeiten
Die Steinkiste von Rebildhede (dänisch Rebildhede Hellekiste) liegt westlich von Skørping.

## Galerie

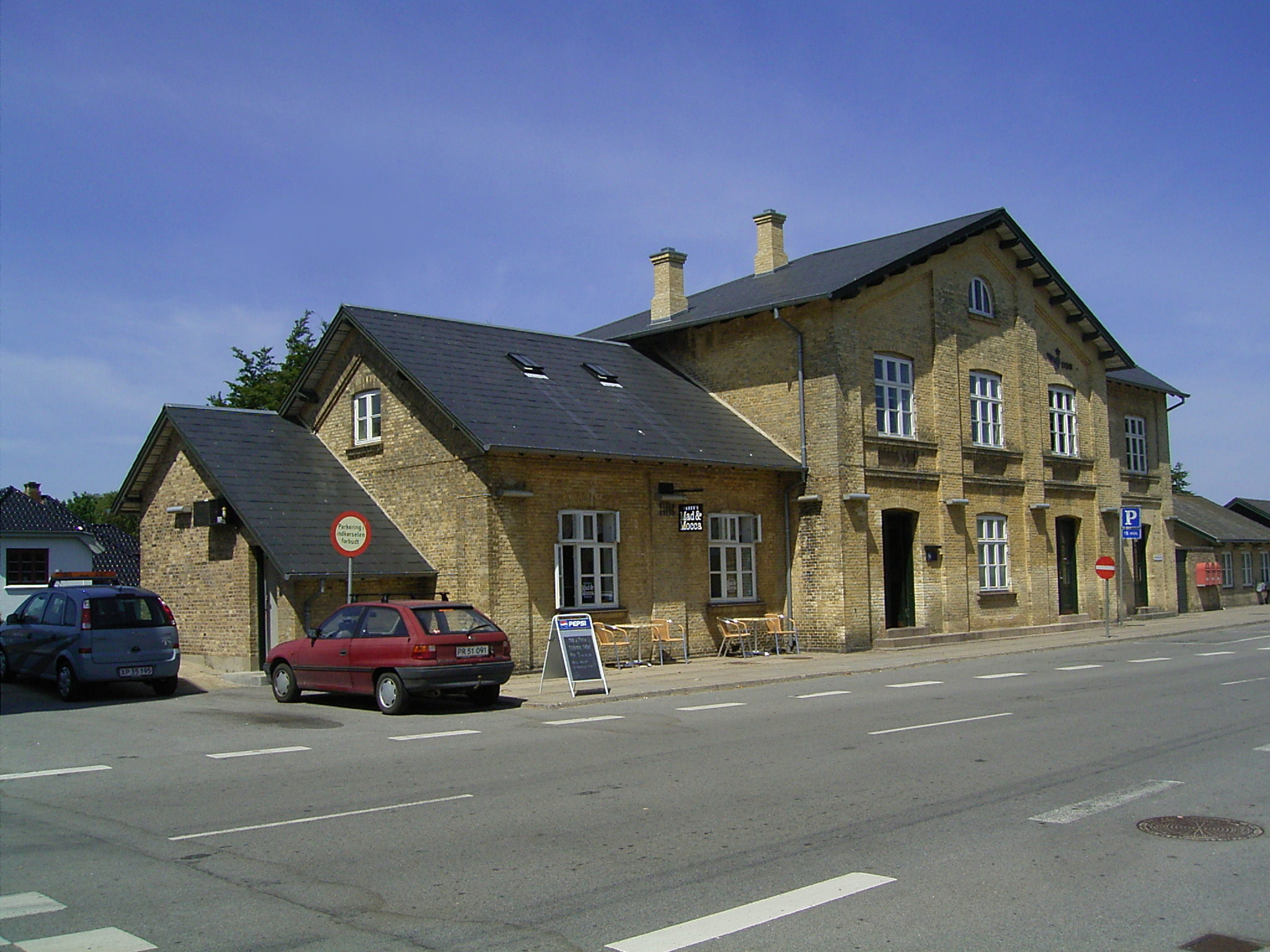
Bahnhof am Sverriggårdsvej
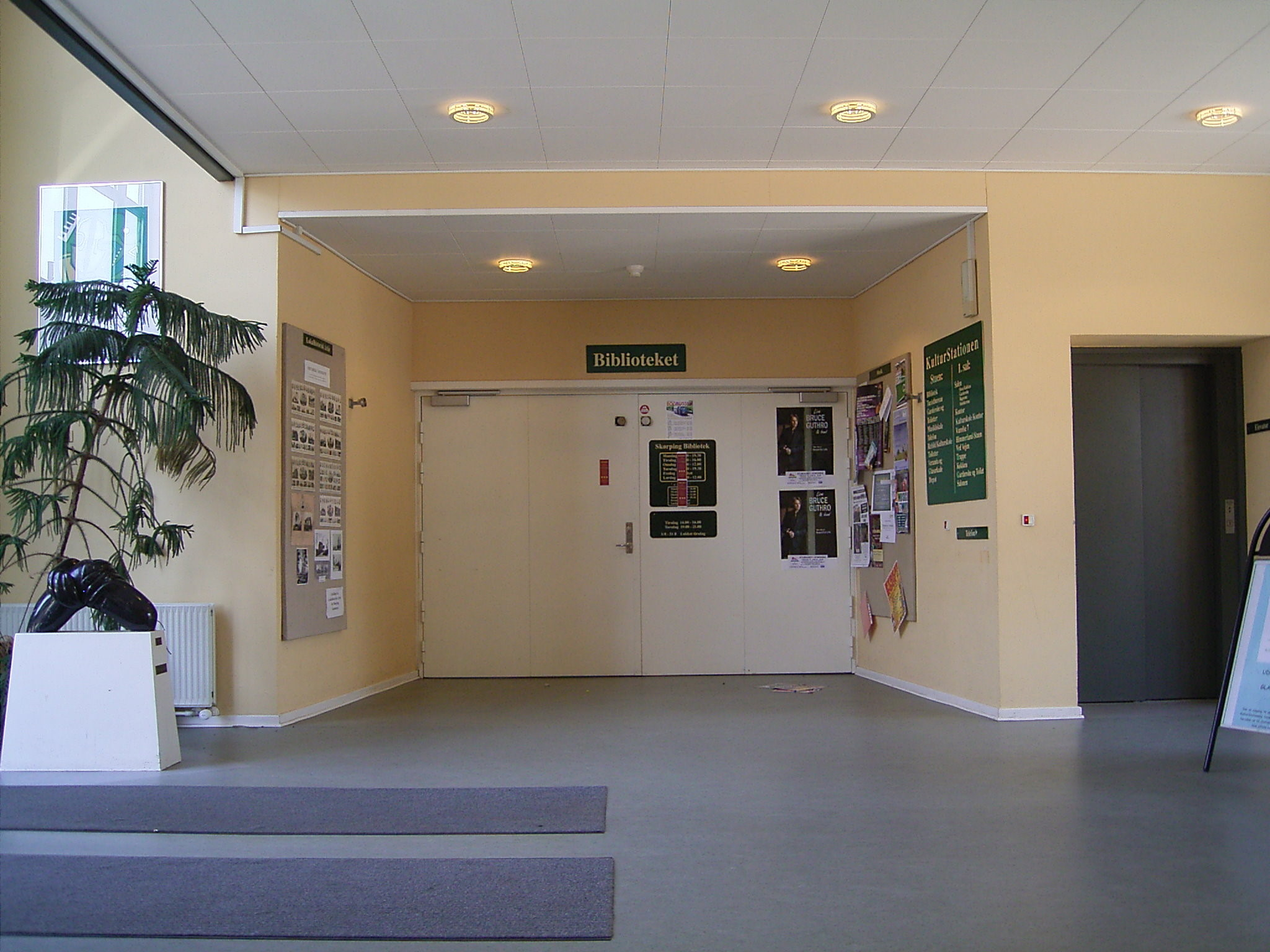
Bücherei und Touristeninformation gegenüber vom Bahnhof
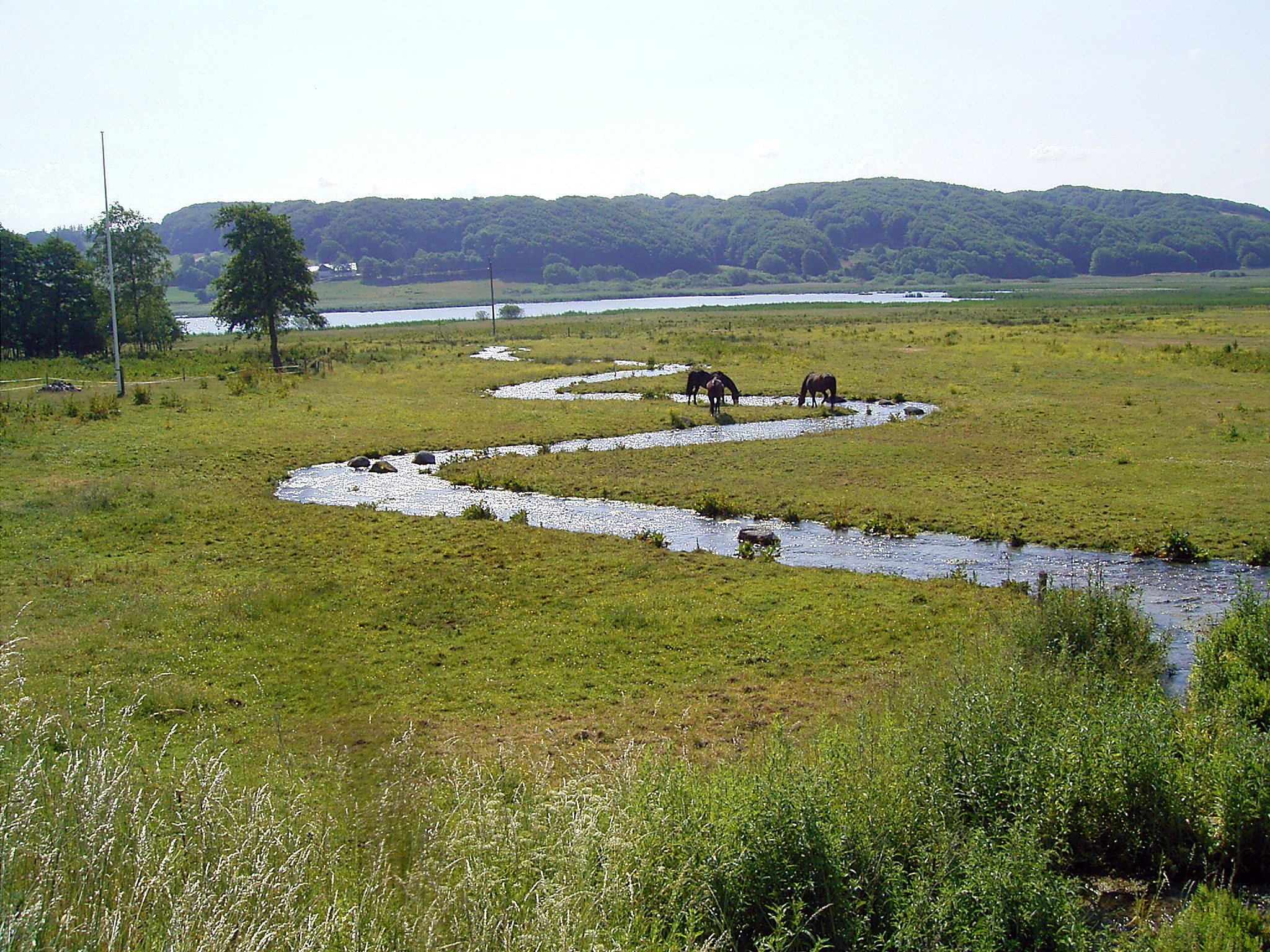
Idyllische Landschaft im Dorf Gravlev
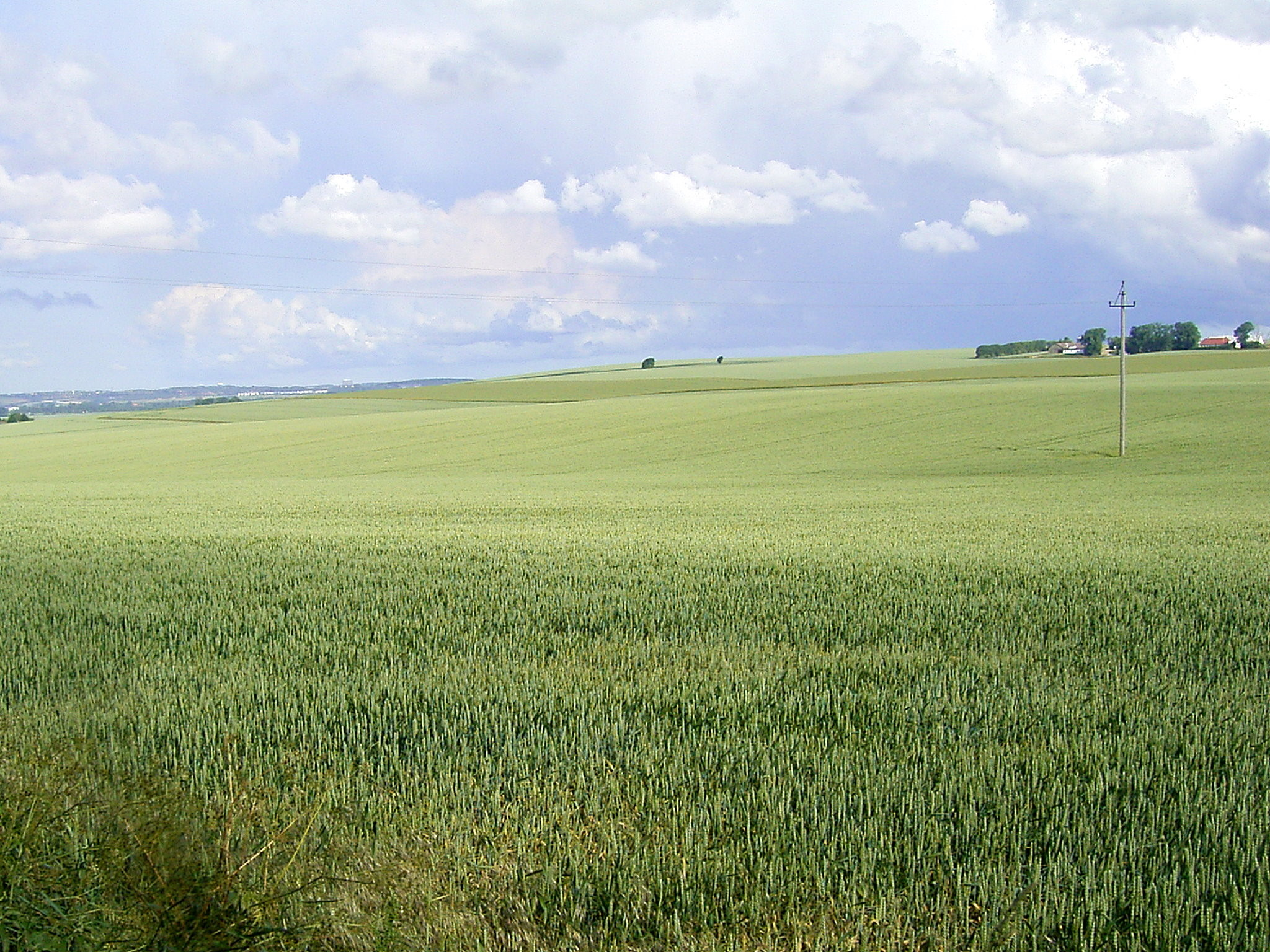
Weite Felder auf flachen Hügeln in der stark ländlich geprägten Umgebung